# Жансен (лунный кратер)
Кратер Жансен (лат. Janssen), не путать с кратером Янсен (лат. Jansen) и кратером Жансен на Марсе, — огромный древний ударный кратер в материковой юго-восточной части видимой стороны Луны. Название присвоено в честь французского астронома Пьера Жюля Сезара Жансена (1824—1907) и утверждено Международным астрономическим союзом в 1935 г. Образование кратера относится к донектарскому периоду.

## Описание кратера

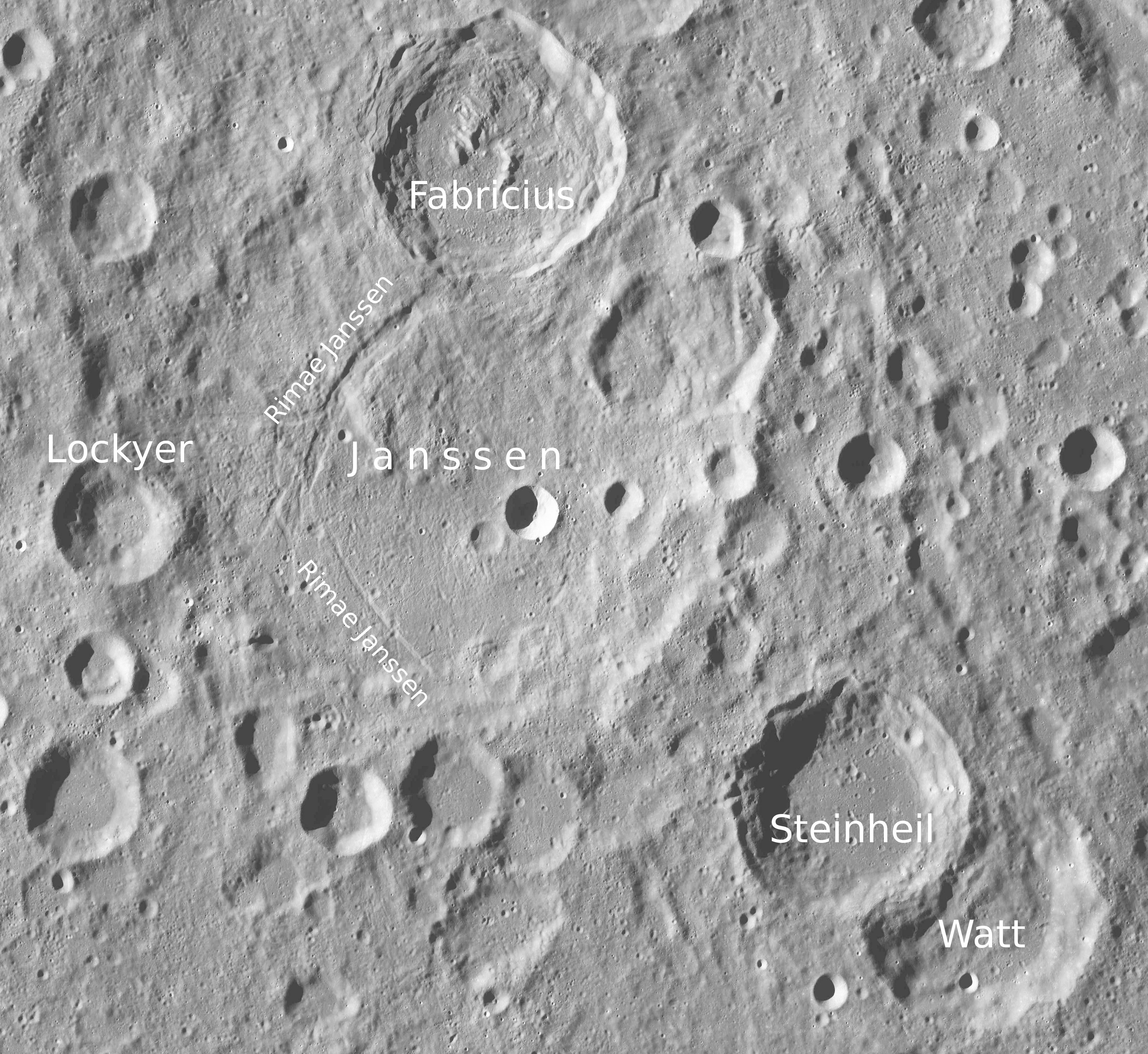
Окрестности кратера Жансен. Снимок Lunar Reconnaissance Orbiter.

Ближайшими соседями кратера являются кратер Локьер, перекрывающий юго-западную часть вала кратера Жансен; кратер Николаи на северо-западе; кратер Бреннер, примыкающий к северной части вала; кратер Фабрициус в северо-восточной части чаши и примыкающий к нему кратер Метий; кратер Юнг на северо-востоке; кратер Маллет на востоке; кратер Штейнхейль на юго-востоке; кратер Влакк на юге и кратер Питиск на юго-западе. На северо-востоке от кратера располагается долина Рейта. Селенографические координаты центра кратера — 44°58′ ю. ш. 40°49′ в. д. / 44,96° ю. ш. 40,82° в. д., диаметр — 200 км, глубина — 2,74 км.
Кратер имеет полигональную форму и значительно разрушен за длительное время своего существования. Вал разрушен на многих участках, тем не менее общие очертания вала еще просматриваются, северная часть вала выражена слабо. Высота вала над окружающей местностью — около 2000 м. Дно чаши пересеченное, отмечено кратерами различного размера, из которых самым крупным является кратер Фабрициус в северо-восточной части. Приблизительно две трети чаши занято останками громадного безымянного кратера. В юго-западной части чаши находится система борозд — борозды Жансена общей длиной около 140 км. Имеется центральный массив, несколько смещенный к югу от центра чаши, западная часть которого рассечена одной из ветвей борозд Жансена.
Кратер Жансен включен в список кратеров с темными радиальными полосами на внутреннем склоне Ассоциации лунной и планетарной астрономии (ALPO).

## Сателлитные кратеры
| Жансен | Координаты                                            | Диаметр, км |
| ------ | ----------------------------------------------------- | ----------- |
| B      | 43°10′ ю. ш. 34°22′ в. д. / 43,17° ю. ш. 34,37° в. д. | 21,3        |
| C      | 42°53′ ю. ш. 34°55′ в. д. / 42,89° ю. ш. 34,91° в. д. | 7,2         |
| D      | 48°39′ ю. ш. 41°13′ в. д. / 48,65° ю. ш. 41,22° в. д. | 28,7        |
| E      | 48°49′ ю. ш. 39°46′ в. д. / 48,82° ю. ш. 39,77° в. д. | 24,2        |
| F      | 49°49′ ю. ш. 41°55′ в. д. / 49,82° ю. ш. 41,92° в. д. | 35,2        |
| H      | 46°26′ ю. ш. 41°43′ в. д. / 46,43° ю. ш. 41,71° в. д. | 9,6         |
| J      | 43°26′ ю. ш. 36°35′ в. д. / 43,44° ю. ш. 36,58° в. д. | 26,9        |
| K      | 46°11′ ю. ш. 42°19′ в. д. / 46,19° ю. ш. 42,31° в. д. | 15          |
| L      | 46°05′ ю. ш. 43°35′ в. д. / 46,09° ю. ш. 43,58° в. д. | 11,8        |
| M      | 41°54′ ю. ш. 35°26′ в. д. / 41,90° ю. ш. 35,44° в. д. | 15,6        |
| N      | 41°26′ ю. ш. 32°07′ в. д. / 41,43° ю. ш. 32,12° в. д. | 4,7         |
| P      | 45°30′ ю. ш. 39°46′ в. д. / 45,50° ю. ш. 39,76° в. д. | 4,1         |
| Q      | 46°21′ ю. ш. 39°22′ в. д. / 46,35° ю. ш. 39,36° в. д. | 4,9         |
| R      | 48°17′ ю. ш. 38°42′ в. д. / 48,28° ю. ш. 38,70° в. д. | 22,9        |
| S      | 50°25′ ю. ш. 41°50′ в. д. / 50,42° ю. ш. 41,83° в. д. | 7           |
| T      | 48°53′ ю. ш. 42°19′ в. д. / 48,88° ю. ш. 42,31° в. д. | 29          |
| X      | 42°56′ ю. ш. 33°16′ в. д. / 42,93° ю. ш. 33,27° в. д. | 24,3        |

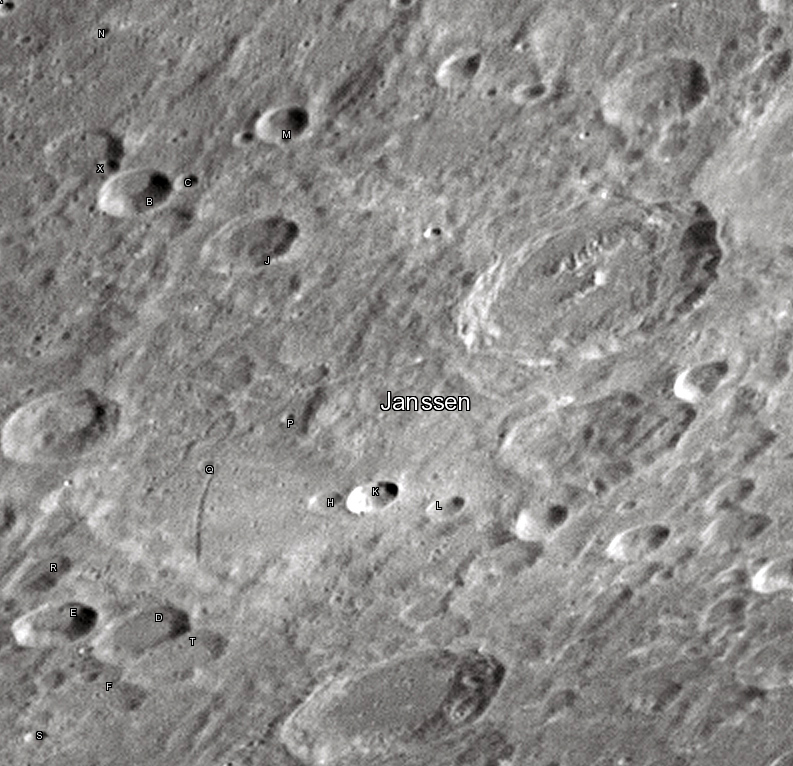
Снимок Девида Кемпбелла.

- Сателлитные кратеры Жансен H и Жансен K включены в список кратеров с яркой системой лучей Ассоциации лунной и планетарной астрономии (ALPO)[6].

- Сателлитный кратер Жансен K обладает яркой отражательной способностью в радарном диапазоне 70 см, что объясняется небольшим возрастом кратера и наличием многих неровных поверхностей и обломков пород.